# Anillaspis explanatus
Anillaspis explanatus är en skalbaggsart som beskrevs av Horn. Anillaspis explanatus ingår i släktet Anillaspis och familjen jordlöpare. Inga underarter finns listade i Catalogue of Life.